# Rudolf Radke
Rudolf Karl Eduard Radke (* 30. April 1925 in Berlin; † 11. September 2015 in Königstein im Taunus) war ein deutscher Journalist und Publizist. Er gehörte zur Gründergeneration des ZDF. 

## Leben
Radke besuchte eine Oberschule in Berlin-Adlershof und meldete sich 1942 freiwillig zum Wehrdienst bei der Marine. Er diente bis zur Kapitulation im Mai 1945 in Dänemark als Funker auf Minensuchbooten und kam in britische Kriegsgefangenschaft.
In den Jahren 1947/48 absolvierte er in Bremen ein journalistisches Volontariat bei der Deutschen Nachrichten-Agentur (DENA) und studierte ab 1952 an der Rheinischen Friedrich-Wilhelms-Universität Bonn und an der Freien Universität Berlin Rechtswissenschaft sowie Mittlere und Neuere Geschichte. Später arbeitete er für die Nachrichtenagentur United Press International und war als Bonner Korrespondent des Senders Freies Berlin aktiv.
Ab 1963 war Radke 27 Jahre lang beim ZDF in unterschiedlichen Funktionen tätig. Er war maßgeblich am Aufbau der Hauptabteilung Tagesgeschehen  und der Nachrichtensendung heute bis 1971 sowie des Magazins auslandsjournal von 1973 bis 1983 beteiligt, welche er auch moderierte. Später war er als stellvertretender Chefredakteur und Programmkoordinator der ZDF-Chefredaktion tätig. An seinem 65. Geburtstag ging er altersbedingt in den Ruhestand.
In mehreren Büchern und in Vorträgen wandte er sich danach seinem beruflichen Lebensthema zu, dem Nahostkonflikt. In den Jahren 1990 bis 1992 moderierte Rudolf Radke zusammen mit Elke Heidenreich die ZDF-Talkshow live aus der Alten Oper in Frankfurt am Main. Nach seiner Tätigkeit als Lehrbeauftragter erhielt Rudolf Radke 1996 eine Honorarprofessur für Fernsehjournalismus am Institut für Kommunikationswissenschaft der Technischen Universität Dresden, wo er bis 2005 tätig war.

## Schriften
- Teddy Kollek. Ein Leben für die Menschlichkeit, 1991
- Im Namen Allahs. Der Islam zwischen Aggression und Toleranz, Lübbe, Bergisch Gladbach 1994, ISBN 3-7857-0715-0.
- Jerusalem (Bildband), mit Helmut Krackenberger (Fotograf). Herder, Freiburg im Breisgau / Basel / Wien 1994, ISBN 3-451-23473-4.